# Pietro Ferrari (calciatore 1906)
Pietro Ferrari (Codevilla, 6 aprile 1906 – ...) è stato un calciatore italiano, di ruolo centrocampista.

## Carriera
Conta 14 presenze e 4 gol in Serie A con la Roma.

## Palmarès

### Club

#### Competizioni nazionali
- Prima Divisione: 1

Derthona: 1929-1930